# Confrides
Confrides és una població del País Valencià a la comarca de la Marina Baixa.

## Història
Té el seu origen en una alqueria musulmana anomenada Aljofra; després de la seua conquesta l'any 1264, Jaume I feu donació de la vila a Vidal de Sarrià; encara que la seua població romangué en mans dels Sarrià durant dues generacions, aviat fou cedida a l'infant Pere; més tard, les famílies Cardona i Ariza senyorejaren la jurisdicció de la vila; durant la segona meitat del segle xiv i amb motiu de la guerra amb Castella, Confrides fou conquerida per les tropes castellanes i mantinguda en el seu poder fins al 1364 què la recuperà Pere IV; a començaments del segle xvi i a conseqüència de la guerra de les Germanies la seua població musulmana, que aleshores podia elevar-se fins als 120-160 habitants, fou obligada a convertir-se al cristianisme. Els mudèjars de Confrides acceptaren a desgrat llur conversió forçosa i el 1526 es rebel·laren contra la decisió de la Junta del 1525. Pocs anys abans de l'expulsió, Confrides podia tenir uns 240 habitants que oposaren una fort resistència armada, es refugiaren a les muntanyes de la Vall d'Alauar, davant l'ordre d'estranyament de la minoria morisca (1609). Confrides es distingí pel seu suport al bàndol borbó durant la guerra de Successió.

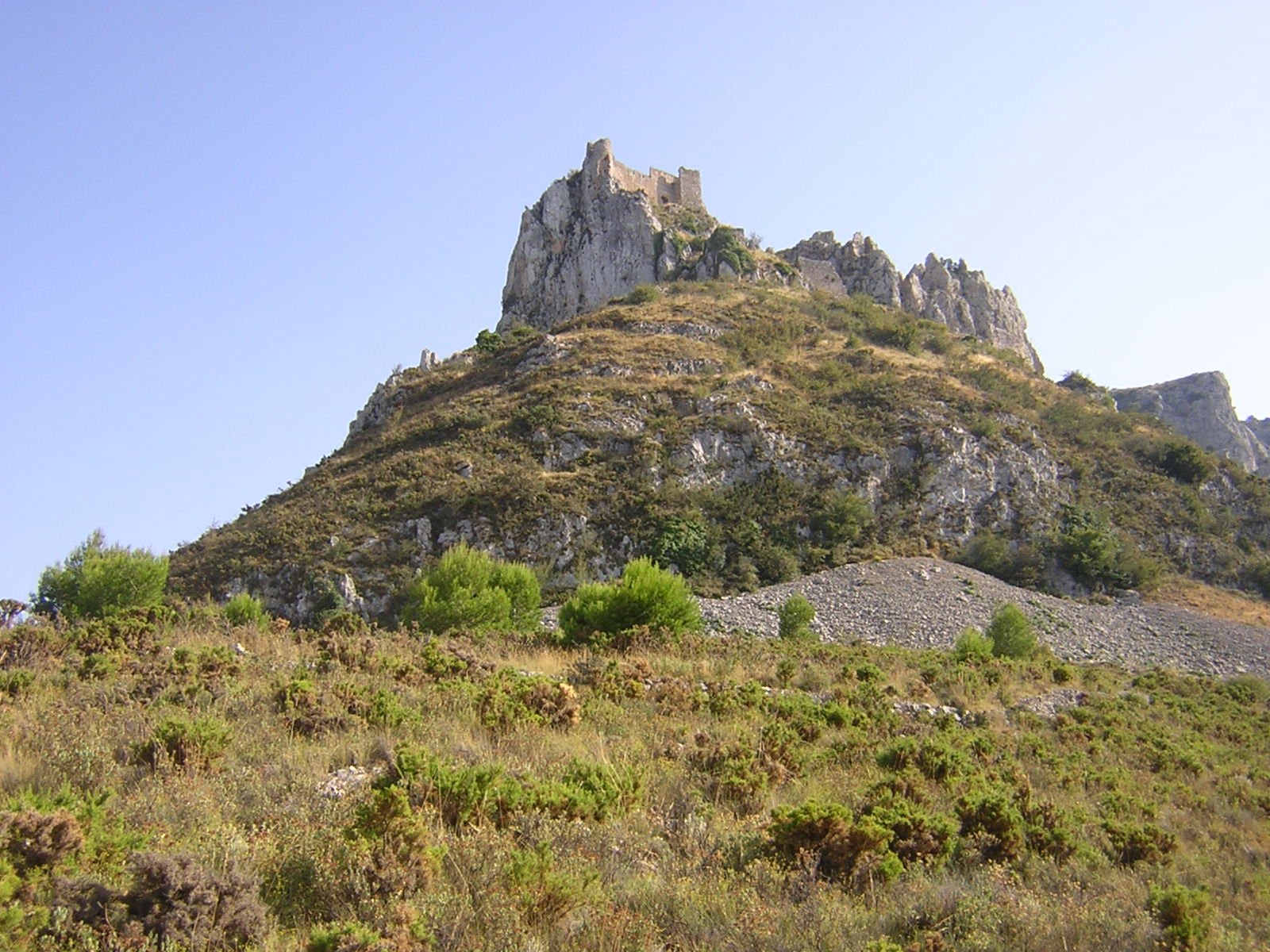
Castell de Confrides

## Demografia i economia
El padró de 2003 enregistrà 325 habitants que viuen en els dos nuclis de població del municipi: Confrides i l'Abdet. La seua economia es basa en l'agricultura, malgrat que la seua proximitat als nuclis turístics i al Castell de Guadalest han fet sorgir un tímid sector serveis, recolzat en el turisme rural.

## Geografia
Confrides s'eleva als 785 m. d'altitud i està situat a la capçalera de la Vall de Guadalest en la frontera entre la Marina i la muntanya la qual cosa fa que el seu terme, de 42,20 km², oferisca força possibilitats als excursionistes; hi ha la Mallà del Llop (1.360 m), la Penya Alta, el Penyó Mulero, el Pas de les Raboses, les Simes del Partegat, el port de Confrides (960 m), el naixement del Guadalest i les fonts de l'Arbre, de Forata, de Fuster i la de Machelis.

## Festes
- El cap de setmana més pròxim al 13 de juny se celebren les festes en honor de Sant Antoni de Pàdua, en què els jóvens demanen nóvio o nóvia al sant.
- El penúltim cap de setmana d'agost, en honor de la Mare de Déu dels Dolors i Sant Josep, són les Festes Patronals. Pel dia hi ha cercaviles, celebracions religioses, menjars populars en la plaça, actes culturals i activitats infantils; per les nits hi ha revetlla.

- Les Xapes. Se celebren la nit del dijous sant de cada any.

## Llocs i edificis d'interès
- Anouer monumental, que constituïx el símbol del poble.
- Església de Sant Josep, del segle xviii.
- Castell d'Alfofra. Situat en la Penya del Castellet, d'origen medieval, encara conserva nombrosos elements però es troba en ruïnes.

## Gastronomia
Els àpats de Confrides són els típics de la comarca: olleta de blat, arròs amb penques i conill.

## Política i govern

### Alcaldia
Des de 2019 l'alcalde de Confrides és Rubén Picó Vaquer del Partit Popular (PP).
| Període                       | Alcalde o alcaldessa      | Partit polític | Data de possessió | Observacions |
| ----------------------------- | ------------------------- | -------------- | ----------------- | ------------ |
| 1979–1983                     | José Ferrándiz Santamaría | UCD            | 19/04/1979        | --           |
| 1983–1987                     | José Solbes Rosell        | PSPV-PSOE      | 28/05/1983        | --           |
| 1987–1991                     | Rafael Gomis Llorens      | CDS            | 30/06/1987        | --           |
| 1991–1995                     | Rafael Gomis Llorens      | CDS            | 15/06/1991        | --           |
| 1995–1999                     | José Ferrer Picó          | PP             | 17/06/1995        | --           |
| 1999–2003                     | José Ferrer Picó          | PP             | 03/07/1999        | --           |
| 2003–2007                     | José Ferrer Picó          | PP             | 14/06/2003        | --           |
| 2007–2011                     | José Buades Llorca        | PP             | 16/06/2007        | --           |
| 2011–2015                     | José Buades Llorca        | CDL            | 11/06/2011        | --           |
| 2015–2019                     | José Buades Llorca        | C's            | 13/06/2015        | --           |
| 2019-2023                     | Rubén Picó Vaquer         | PP             | 15/06/2019        | --           |
| Des de 2023                   | n/d                       | n/d            | 17/06/2023        | --           |
| Fonts: Generalitat Valenciana |                           |                |                   |              |

### Eleccions municipals de 2011
| Candidatura | Candidatura                               | Cap de llista                         | Vots | Regidors | % vots |
| ----------- | ----------------------------------------- | ------------------------------------- | ---- | -------- | ------ |
|             | Partit Popular de la Comunitat Valenciana | Margarita Desamparados Ferrer Llorens | 73   | 3        |        |
|             | Centre Democràtic Liberal                 | José Buades Llorca                    | 51   | 2        |        |
|             | Partit Socialista del País Valencià       | Maria Victòria Gomis Llorens          | 48   | 1        |        |
|             | Coalició Compromís                        | Rafael Gomis Llorens                  | 35   | 1        |        |
| Total       | Total                                     | 207                                   | 207  | 7        |        |